# Sexcles
Sexcles település Franciaországban, Corrèze megyében. Lakosainak száma 229 fő (2022. január 1.). Sexcles Camps-Saint-Mathurin-Léobazel, Goulles, Hautefage, Mercœur, Saint-Bonnet-les-Tours-de-Merle, Saint-Geniez-ô-Merle és Saint-Julien-le-Pèlerin községekkel határos.

## Népesség
A település népessége az elmúlt években az alábbi módon változott:
| Lakosok száma | 428  | 305  | 257  | 222  | 231  | 234  | 234  | 234  | 232  | 229  |
|               | 1968 | 1982 | 1990 | 2006 | 2013 | 2015 | 2017 | 2019 | 2020 | 2022 |